# Eucrostes pallida
Eucrostes pallida är en fjärilsart som beskrevs av W. Warren 1897. Eucrostes pallida ingår i släktet Eucrostes och familjen mätare. Inga underarter finns listade i Catalogue of Life.